# Kaskar
Kaskar (siríac Kashkar) fou una antiga ciutat de l'Iraq. Era una vila babilònia de nom Ka-as-ka-ri que ja és esmentada en temps d'Assurbanipal. Fou domini dels aquemènides, selèucides i parts, i en alguns períodes fou part del domini romà. Sota els parts fou seu d'un petit regne que va existir fins a la fundació de l'imperi sassànida, el primer rei del qual, Artaxerxes I, el va destruir.
Apareix llavors (segle iii) com a seu d'un bisbat nestorià, el titular del qual substituïa al patriarca de Selèucia-Ctesifont quan la seu estava vacant. Era un dels 72 districtes administratius de la província sassànida de l'Iraq i va passar als àrabs amb la resta del país.
Quan el governador de l'Iraq, al-Hadjdjadj, va haver reprimit la revolta d'al-Ashath, va decidir construir una nova ciutat (vers 702-705) situada entre les dues viles principals, Kufa i Bàssora, i li va dir Wasit (centre) perquè estava al centre de les dues. Aquesta ciutat estava enfront de la ciutat de Kaskar, l'antiga vila sassànida, a la riba occidental del Tigris, mentre Kaskar estava a l'oriental. Les dues ciutats van quedar unides per un pont de vaixells.
La ciutat va existir fins al segle xiv quan el canvi de curs del riu la va fer inhabitable.